# 里耶卡足球俱乐部
里耶卡足球俱乐部是克罗地亚足球俱乐部，位于克罗地亚沿海的里耶卡。俱乐部成立于1904年，当时名为Club Sportivo Olimpia，在接下来的几十年里，边境城市里耶卡发生了动荡的政治变革，俱乐部多次更名。里耶卡是克罗地亚第三大成功的足球俱乐部，赢得了克罗地亚甲级联赛冠军、两次南斯拉夫杯、六次克罗地亚杯、一次克罗地亚超级杯和1977-78年巴尔干杯。

## 球會介紹
该足球俱乐部于1904年在奥匈帝国以“Club Sportivo Olimpia”的名义成立。它是克罗地亚现存最古老的足球俱乐部。俱乐部于1918年1月更名为奥林匹亚，并于1926年在新意大利法西斯政权的压力下更名为美国菲乌马纳，当时该镇被意大利王国吞并。在此期间，俱乐部在意甲、乙级和丙级联赛中的表现都比较成功。
1946年，这座城市被南斯拉夫军事管理，当局再次强迫俱乐部更名，这次更名为SCF Quanero。它参加了南斯拉夫的第一个联赛，并取得了交替的成功。当这座城市正式成为新南斯拉夫联盟的一部分并且城市的双语权利在 1954年被新政权废除时，俱乐部最后一次更名为NK Rijeka。之後俱乐部成为90年代后克罗地亚最强大的俱乐部之一。
里耶卡在1978年和1979年赢得了南斯拉夫杯的两连冠，在1987年也得到了杯赛的亚军，此后在2005年和2006年俱乐部还两次夺得克罗地亚杯的冠军。作为杯赛冠军，里耶卡多次出现在欧洲赛场，尽管球队始终没有打入过正赛，但是球队在1980年代主场还曾击败过诸多大球会，例如皇家马德里和尤文图斯。
俱乐部是1991年创建的克罗地亚足球甲级联赛的创始球队，一直是联赛的上游劲旅。最好的成绩是1999赛季和2006赛季的联赛亚军以及2004赛季的联赛第三名。

## 体育场
NK里耶卡的主场是Kantrida体育场，拥有11,000个座位。

## 球隊榮譽
- 克羅地亞足球甲級聯賽: 2 次

2017, 2025
- 克羅地亞盃: 5 次

2005, 2006, 2014, 2017, 2019
- 南斯拉夫盃: 2 次

1978, 1979
- 巴爾幹盃: 1 次

1978年
- 3次成为南斯拉夫足球甲级联赛成绩最好的克罗地亚球队 (1965, 1984, 1987)
- 7次成为南斯拉夫足球甲级联赛成绩第二好的克罗地亚球队